# Хиконе
Хико́не (яп. 彦根市 Хиконэ-си) — город в Японии, находящийся в префектуре Сига. Площадь города составляет 196,84 км², население — 113 065 человек (1 июля 2014), плотность населения — 574,40 чел./км².

## Географическое положение
Город расположен на острове Хонсю в префектуре Сига региона Кинки. С ним граничат города Майбара, Хигасиоми и посёлки Тага, Тоёсато, Кора, Айсё.
В городе расположена штаб-квартира Fujitec.

## Население
Население города составляет 113 065 человек (1 июля 2014), а плотность — 574,40 чел./км². Изменение численности населения с 1980 по 2005 годы:
| 1980 | 89 701 чел.  |  |
| 1985 | 94 204 чел.  |  |
| 1990 | 99 519 чел.  |  |
| 1995 | 103 508 чел. |  |
| 2000 | 107 860 чел. |  |
| 2005 | 109 779 чел. |  |

## Символика
Деревом города считается Citrus tachibana, цветком — Iris ensata.

## Города-побратимы
- Такамацу, Япония (1966)
- Мито, Япония (1968)
- Сано, Япония (1969)
- Энн-Арбор, США (1969)
- Сянтань, Китай (1991)